# Motorová jednotka 813.2
Motorová jednotka české řady 813.2, přezdívaná Mravenec, je tvořena motorovým vozem řady 813.2 spojeným s řídicím vozem řady 913.2. Jednotku vyrobil slovenský podnik ŽOS Zvolen ve dvou kusech pro českého dopravce KŽC Doprava. Obdobný vzhled a stejnou přezdívku (slovensky Mravec) má jednotka slovenského číslování 813.11/913.11. Jedná se o modernizaci motorových vozů řady 810, částečně podobnou šumperským soupravám Regionova.

## Popis
Modernizované jednotky mají zcela nový interiér, klimatizaci, bezbariérový nástupní prostor i WC, informační systém pro cestující, kamerový systém pro bezpečnostní dohled vně i uvnitř vlaku, nový motor, dálkovou diagnostiku pohonu i přenos údajů například o spotřebě, upravené čelo a nové dveře. Max rychlost je oproti vozům řady 810 zvýšena z 80 na 90 km/h.

## Objednávky a provoz

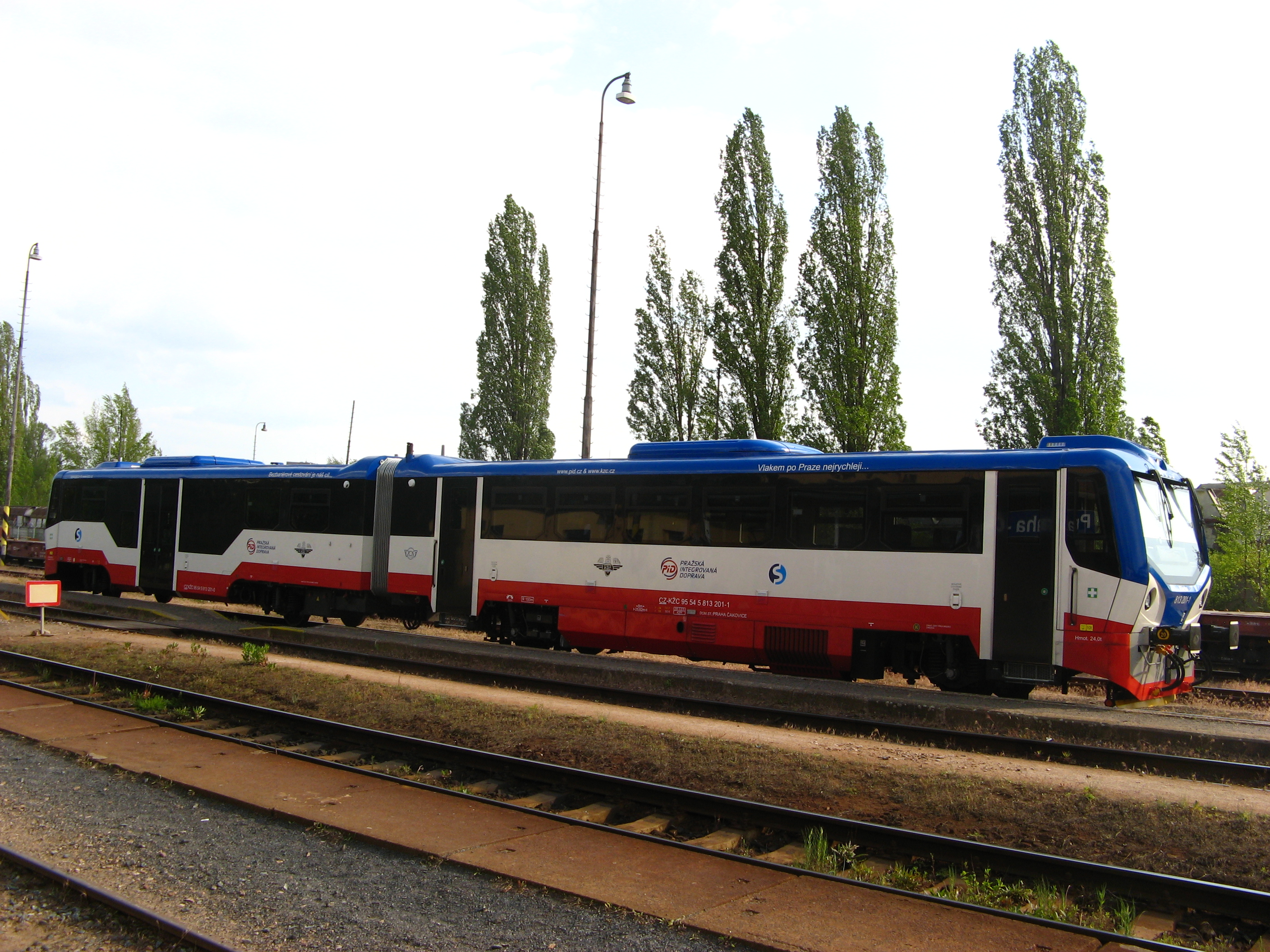
813.201 v pravidelném provozu v Praze-Čakovicích

Prototyp slovenské jednotky řady 813.11 s laminátovými čely byl postaven v roce 2013 jako inovace dosavadní řady 813.1, zastoupené dvěma prototypovými jednotkami, které si zachovaly původní čela řady 810. KŽC Doprava jednotku zapůjčenou ze Slovenska 10. listopadu 2015 testovala na lince S34 v Praze.
Železničná spoločnosť Slovensko (ZSSK) převzala 23. srpna 2017 první z osmi jednotek, které si objednala, k testování na trati Zvolen – Banská Bystrica. Do prosince 2017 mělo být dodáno všech 8 jednotek a nasazeno na trati Kraľovany – Trstená. Za celou zakázku měla ZSSK zaplatit 11 milionů eur, a to výhradně z vlastních zdrojů.
Dopravce KŽC Doprava si dvě jednotky objednal pro provoz na městské železniční lince Esko Praha S34 Praha Masarykovo nádraží – Praha-Čakovice. Tuto linku provozoval od 1. října 2013 v rámci Pražské integrované dopravy ve zkušebním provozu a od roku 2014 s ním byla bez poptávkového řízení uzavřena další smlouva na 10 let. Podle smlouvy musel dopravce od šestého roku alespoň na část spojů nasadit bezbariérová vozidla s akustickým a vizuálním informačním systémem. Ačkoliv s pořízením nových, nízkopodlažních souprav od šestého roku platnosti počítala už původní smlouva, v souvislosti s nákupem nových vozidel uzavřel ROPID, opět bez soutěže, s dopravcem novou smlouvu až do roku 2028. Mluvčí ROPIDu uvedl, že explicitně objednaná investice velkého rozsahu by byla tak jako tak důvodem k prodloužení smlouvy o pět let. Podle článku z ledna 2018 měl dopravce na linku nasadit slovenskou jednotku 813.2 ze ŽOS Zvolen. Dne 14. listopadu 2018 informoval PID na svém instagramovém profilu, že nové soupravy vyjely z výroby. Nové soupravy poprvé na linku S34 vyjely 15. března 2019, 22. března 2019 proběhlo na pražském hlavním nádraží po ukončení testovacího provozu oficiální představení těchto souprav.